# Pobre pero honrado
 Pobre pero honrado  es una película argentina en blanco y negro dirigida por Carlos Rinaldi sobre el guion de Carlos A. Petit, se estrenó el 3 de noviembre de 1955. Está protagonizada por Pepe Iglesias "El Zorro", Beatriz Taibo y Francisco Álvarez. 
Fue la última película de Pepe Iglesias.

## Sinopsis
Para alejar a su hija de un cazafortunas, un millonario contrata a un joven para que la enamore.

## Reparto
Intervinieron en esta película los siguientes intérpretes:
- Pepe Iglesias ... Perfecto López
- Beatriz Taibo ... Rosalía
- Francisco Álvarez ... Don Fernando Cruz Cruz
- José Dorado
- Toti Muñoz ... Palmira
- Humberto de la Rosa
- Guillermo Brizuela Méndez
- Ethel Rojo ... Enfermera
- Alberto Soler
- Julio De Grazia
- Rafael Chumbita
- Hugo del Río
- Héctor Rivera
- Daniel Linares
- Osvaldo María Cabrera
- Laura Yáñez
- Carmen Giménez
- Francisco Martínez
- Mario Savino
- Mónica Grey

## Comentarios
La revista Set dijo:

”…después de Avivato, Pepe Iglesias no ha tenido suerte con los films en que intervino. Ahora se repite el caso. Carece de gracia basándose todo el éxito en la vis personal del popular actor.”